# Medicare for All

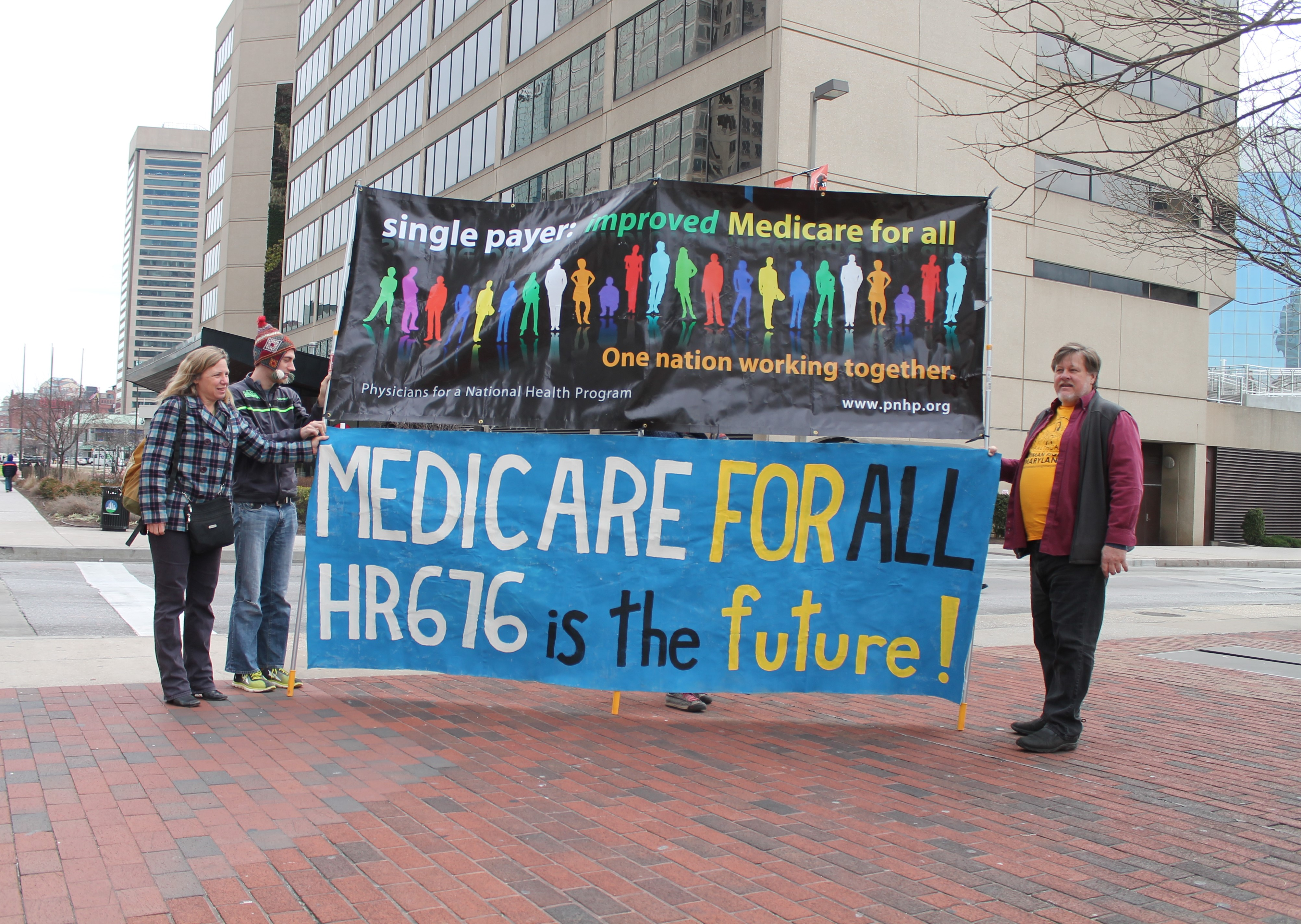
Demonstranten voor Medicare for All in Baltimore

Medicare for All is een voorstel in de Amerikaanse politiek om Medicare, het sociaal verzekeringsprogramma voor zo'n 55 miljoen ouderen en personen met een handicap of terminale nierziekte, uit te breiden tot een verplichte ziektekostenverzekering voor alle Amerikanen of tot een vrijwillige verzekering waarop iedereen kan intekenen. Het voorstel gaat verder dan de Patient Protection and Affordable Care Act die president Barack Obama in 2010 invoerde.
Democratisch volksvertegenwoordiger John Conyers stelde in 2003 de United States National Health Care Act of Expanded and Improved Medicare for All Act voor in het Huis van Afgevaardigden. Op 1 oktober 2017 onderschreven 120 afgevaardigden het voorstel, waarmee het voorstel gedragen wordt door een meerderheid van de Democraten. In 2017 lanceerde senator Bernie Sanders een gelijklopend voorstel in de Senaat. Op 19 juli 2018 richtten meer dan 70 Democraten in het Huis een Medicare for All Caucus op, een parlementaire groep die ijvert voor een universele ziekteverzekering. In navolging van Bernie Sanders' presidentscampagne in 2016, onderschreven in de campagne van 2020 ook Elizabeth Warren en Andrew Yang Medicare for All; andere Democratische kandidaten omarmden delen van het voorstel.
Volgens peilingen zijn de Amerikanen het idee genegen. In november 2017 was 62% gewonnen voor Medicare for All, in augustus 2018 70%. Organisaties die actie voeren voor Medicare for All zijn onder andere Our Revolution, Progressive Democrats of America, Democratic Socialists of America, National Nurses United, American Medical Student Association en Physicians for a National Health Program.
Onderzoek wijst uit dat een verplichte ziekteverzekering een kostenbesparing zou betekenen voor de Amerikaanse gezondheidszorg. De Verenigde Staten besteden het meest aan gezondheidszorgen van de Westerse wereld, met desalniettemin lagere gezondheidsuitkomsten dan vergelijkbare landen. 12% van de bevolking heeft geen enkele vorm van ziekteverzekering.